# Onthophagus rachelis
Onthophagus rachelis é uma espécie de inseto do género Onthophagus, família Scarabaeidae, ordem Coleoptera.
Foi descrita cientificamente por Martin-Piera em 1985.